# トリフルラリン
トリフルラリン（英: trifluralin）は有機フッ素系除草剤の一種。

## 用途
アメリカのイーライリリー社が開発した除草剤で、日本では1966年2月26日に農薬登録を受けた。「トレファノサイド」などの商品名で、野菜畑や花畑、桑畑、茶畑、非農耕地などで、イネ科雑草やハコベなどに対し使用される。2007年9月20日にはヨーロッパで認可が取り消された。

## 安全性
半数致死量（LD50）はラットへの経口投与で2,517mg/kg、ラットへの経皮投与で5,000mg/kg以上。一日摂取許容量（ADI）は0.024mg/kg/day。条件により可燃性で、加熱・燃焼により分解し、窒素酸化物やフッ化水素を含む腐食性のある有毒ガスを生じる。 発癌の疑い、および水生生物やミツバチへの毒性がある。日本の食品衛生法による残留基準値は、0.001ppmである。

### 問題となった事例
- 2012年2月、ベトナムからバサ（白身魚）の切り身を輸入した商社が自主検査を実施したところ、0.012ppmのトリフルラリンを検出。自主回収を行っている[5]。